# Cour du banc du roi
Une cour du banc du roi ou cour du banc de la reine si une femme assure la fonction royale (King's Bench ou Queen's Bench en anglais) est le nom donné à plusieurs tribunaux dans des royaumes du Commonwealth. Il s'agit généralement de tribunaux supérieurs chargés d'entendre les litiges d'importance.
Le nom provient du tribunal anglais du XIIIe siècle où le roi siégeait en personne. Dès le XIVe siècle, par contre, le roi d'Angleterre n'y venait qu'irrégulièrement.

## Canada
Au Canada, quatre provinces ont un tribunal nommé cour du banc du roi : l'Alberta, le Manitoba, le Nouveau-Brunswick et la Saskatchewan. En vertu de dispositions législatives, le nom du tribunal change automatiquement lorsqu'un roi est remplacé par une reine ou lorsqu'une reine est remplacée par un roi.
Au Québec, la cour du banc de la reine est, de 1849 à 1974, le nom de l'actuelle Cour d'appel du Québec.

## Royaume-Uni
Au Royaume-Uni, depuis 1873, la Cour du banc de la reine est devenue la division du banc de la reine (Queen's Bench Division) au sein de la Haute Cour de justice  qui compte encore deux autres parties : la division de la chancellerie, et la division de la famille .
Par l'intronisation du roi Charles III, la cour s'appelle maintenant division du banc du roi (King's Bench Division ) .